# Guillaume Rufin
Guillaume Rufin (ur. 26 maja 1990 w Viriat) – francuski tenisista.

## Kariera tenisowa
Jako zawodowy tenisista występował w latach 2008–2015.
Zawodnik praworęczny z oburęcznym bekhendem.
W dotychczasowej karierze Francuz wygrał 3 turnieje rangi ATP Challenger Tour.
Najwyżej sklasyfikowany w singlowym rankingu ATP był w lutym 2013 roku, na 84. miejscu.

### Zwycięstwa w turniejach ATP Challenger Tour w grze pojedynczej
| Końcowy wynik | Nr | Data | Turniej       | Nawierzchnia | Przeciwnik      | Wynik finału  |
| ------------- | -- | ---- | ------------- | ------------ | --------------- | ------------- |
| Zwycięzca     | 1. | 2009 | Florianópolis | Ceglana      | Pere Riba       | 6:4, 3:6, 6:3 |
| Zwycięzca     | 2. | 2012 | Villa Allende | Ceglana      | Javier Martí    | 6:2, 6:3      |
| Zwycięzca     | 3. | 2013 | Oberstaufen   | Ceglana      | Peter Gojowczyk | 6:3, 6:4      |